# Luminografie

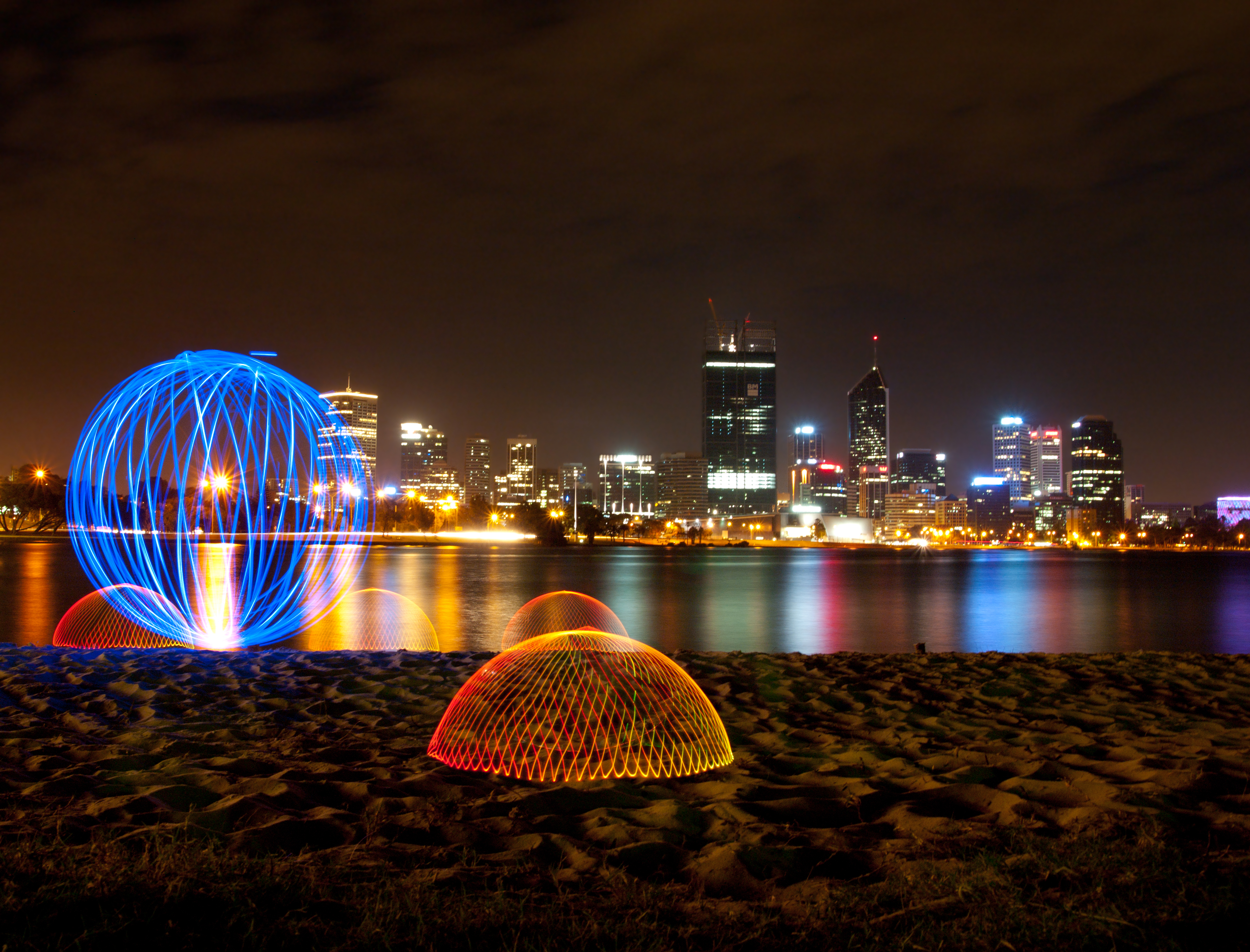
Luminografie, řeka Swan River, Perth, Západní Austrálie

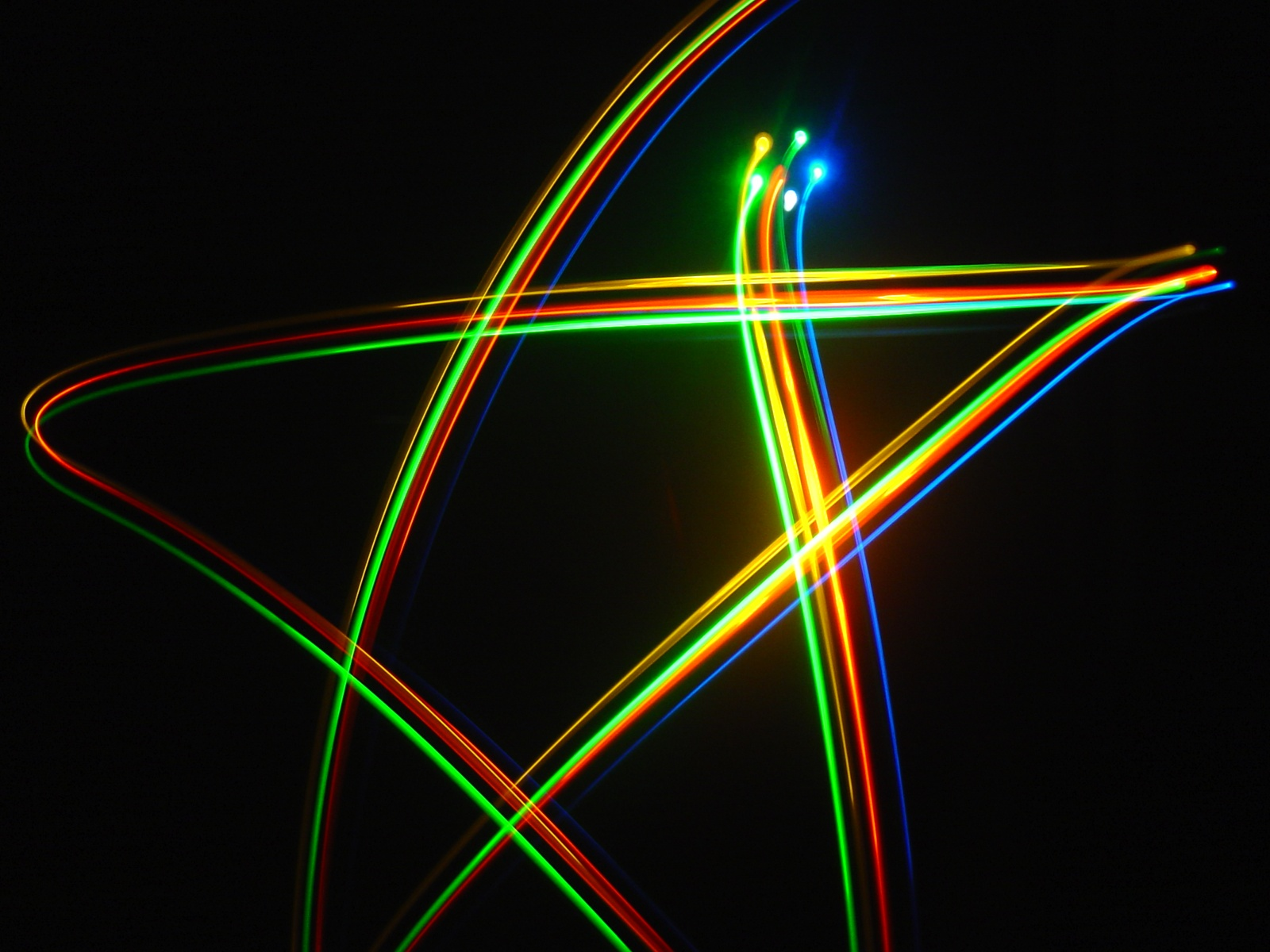
Luminografie, která vznikla pohybem různobervných LED-diod

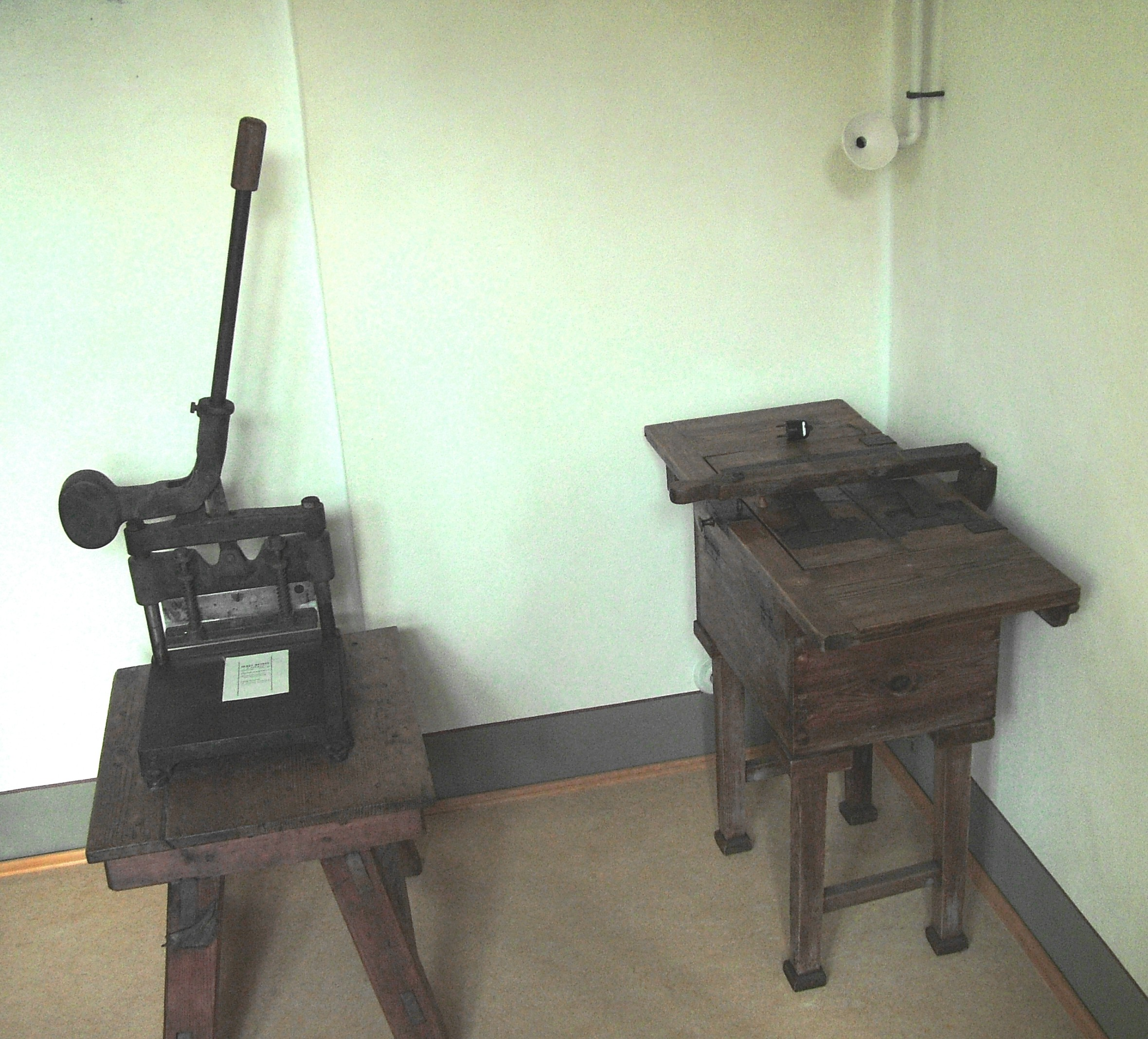
Kopírka na velké formáty fotografických pohlednic (vpravo) v ateliéru Josefa Seidla

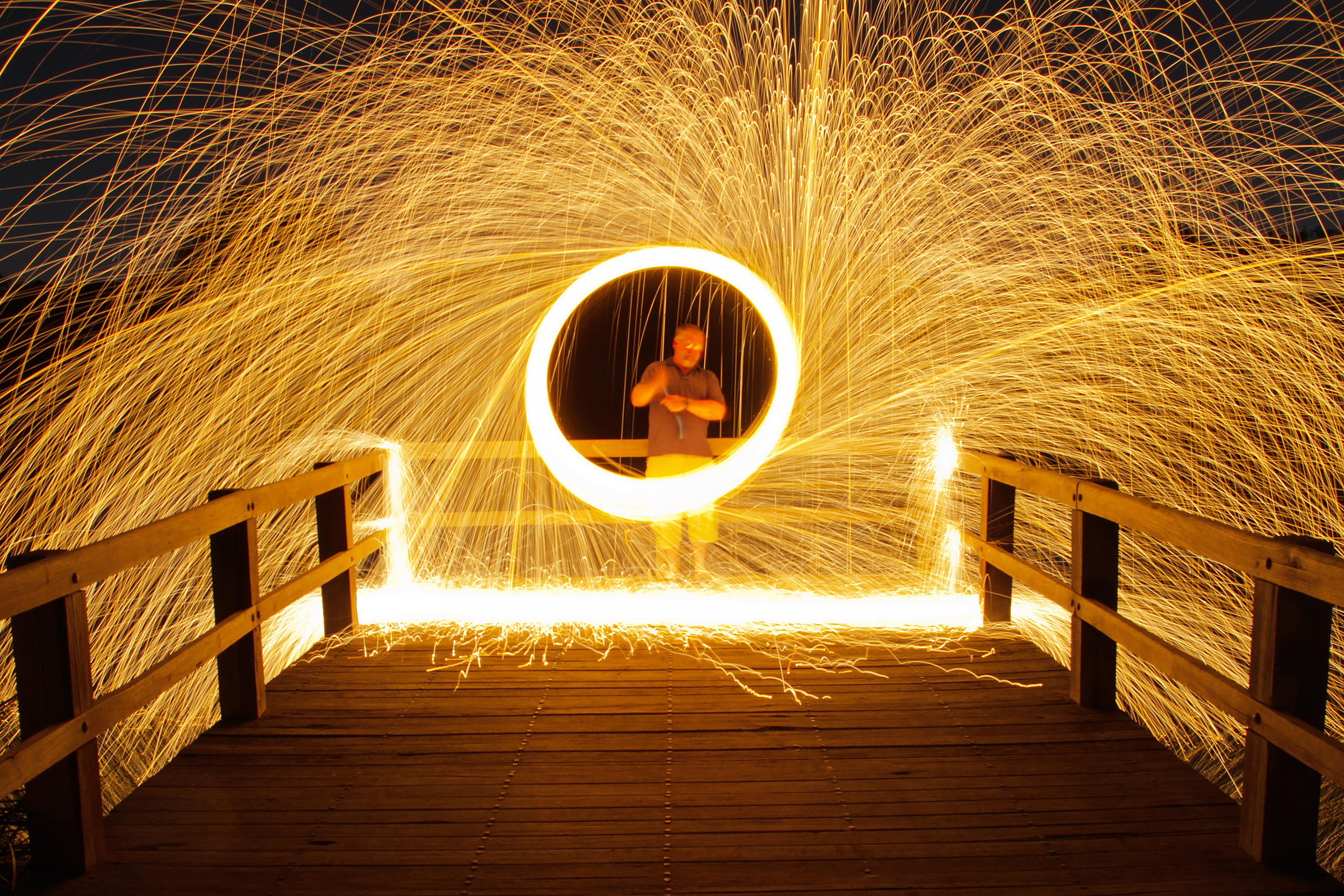
Luminografie, Austrálie, foto: JJ Harrison

Luminografie, malba světlem, kresba světelnou tužkou nebo iluminace (anglicky illumination) se ve fotografii označuje fotografování světelných zdrojů, jako jsou například světla ze svíčky, pochodně nebo elektrické svítilny – většinou v pohybu. Díky dlouhé expozici pořízené fotoaparátem na stativu zanechají pohybující se světla barevné trajektorie. Jako luminogram se označuje obraz vzniklý exponováním fotocitlivého materiálu pouze světlem bez použití dalších objektů.

## Historie
Jako luminografie se dříve označovala metoda fotografického kopírování 1:1 kreseb a písma. Na předlohu se ve tmě přiložil bromostříbrný papír a na jeho zadní stranu denním světlem ozářená fosforeskující deska. Podobně šlo pořídit i negativní obraz předlohy.

### Zahraničí
Historie luminografie v zahraničí. Picasso během spolupráce s fotografem Gjonem Milim namaloval světlem do vzduch kentaura. Vznikly tak jeho první malby světlem – luminografie, při kterých maloval do vzduchu kentaury, býky, řecké profily nebo svůj podpis.
- Étienne-Jules Marey a Georges Demenÿ 1889
- Anton Giulio Bragaglia 1911
- Frank Bunker Gilbreth senior 1914
- Man Ray 1935
- Gjon Mili 1930-1950
- Barbara Morgan 1940
- Jack Delano 1943
- Andreas Feininger 1949
- George Mathieu 1957
- David Lebe 1976
- Eric Staller 1976
- Dean Chamberlain 1977
- Jacques Pugin 1979
- Vicki DaSilva 1980
- John Hesketh 1985
- Tokihiro Sato 1988

- Lourdes Grobetová, mexická fotografka
- Erich Hartmann
- Philipp von Ostau
- Manfred Kielnhofer
- Eliška Bartek – květiny, Měsíc,...

Mezi další dobré zahraniční luminografisty patří například: Eric Staller, David Lebe, Dean Chamberlain, Vicki DaSilva, Troy Paiva, Bruno Mesrine, Patrick Rochon, Aurora Crowley, Arturo Aguiar, Lapp-Pro, Lichtfaktor, Chanette Manso, Dana Maltby, Jason D. Page, Janne Parviainen, Trevor Williams, Michael Bosanko, Jadikan-LP, Nocturne, Jeremy Jackson, Jake Saari

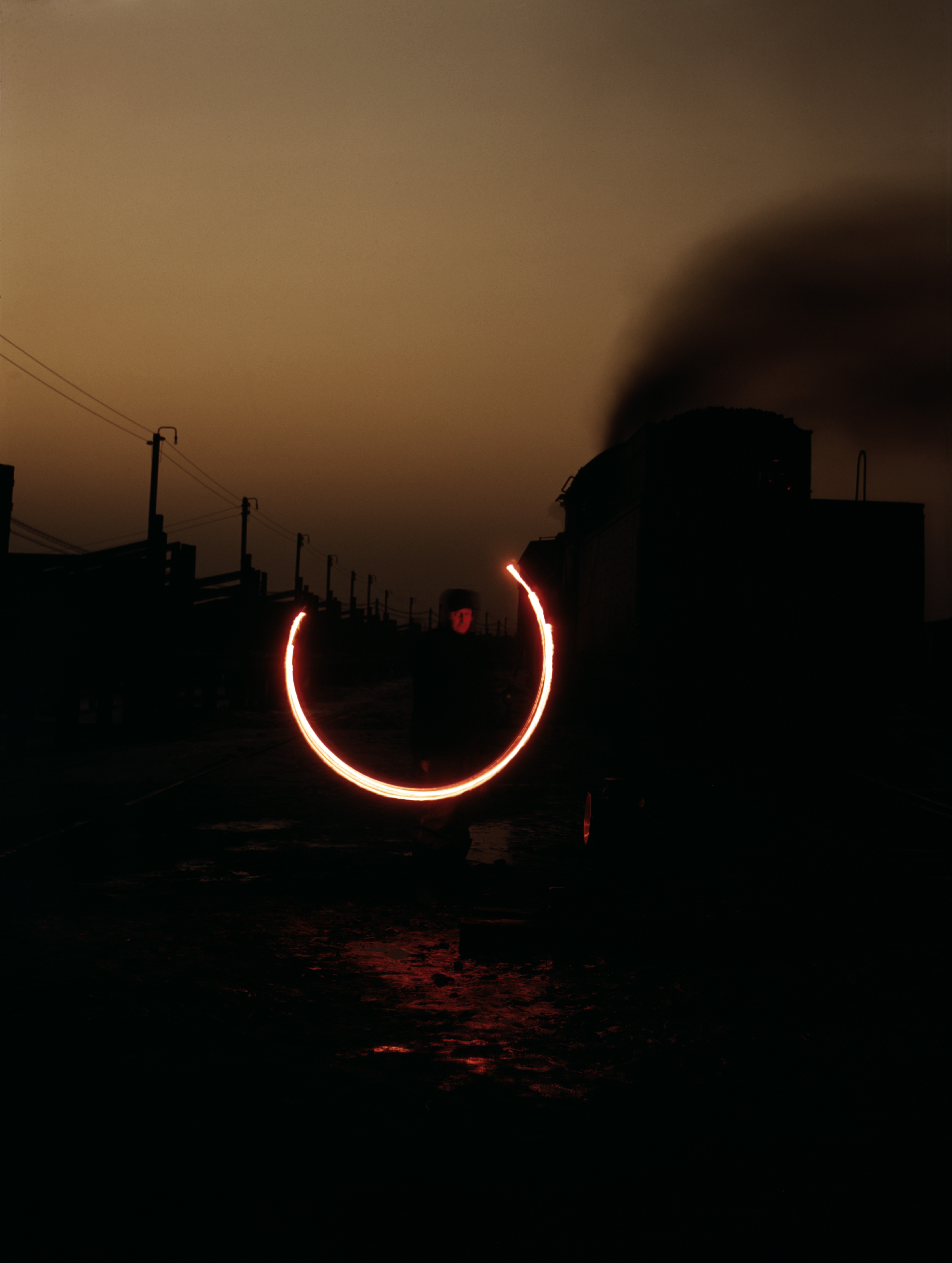
Jack Delano: Výhybkář demonstruje signál stop, který se používá při špatné viditelnosti, během soumraku a svítání, Indiana Harbor Belt, 1943
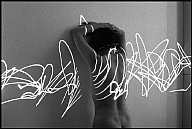
Erich Hartmann: série Writing with Light, 1979
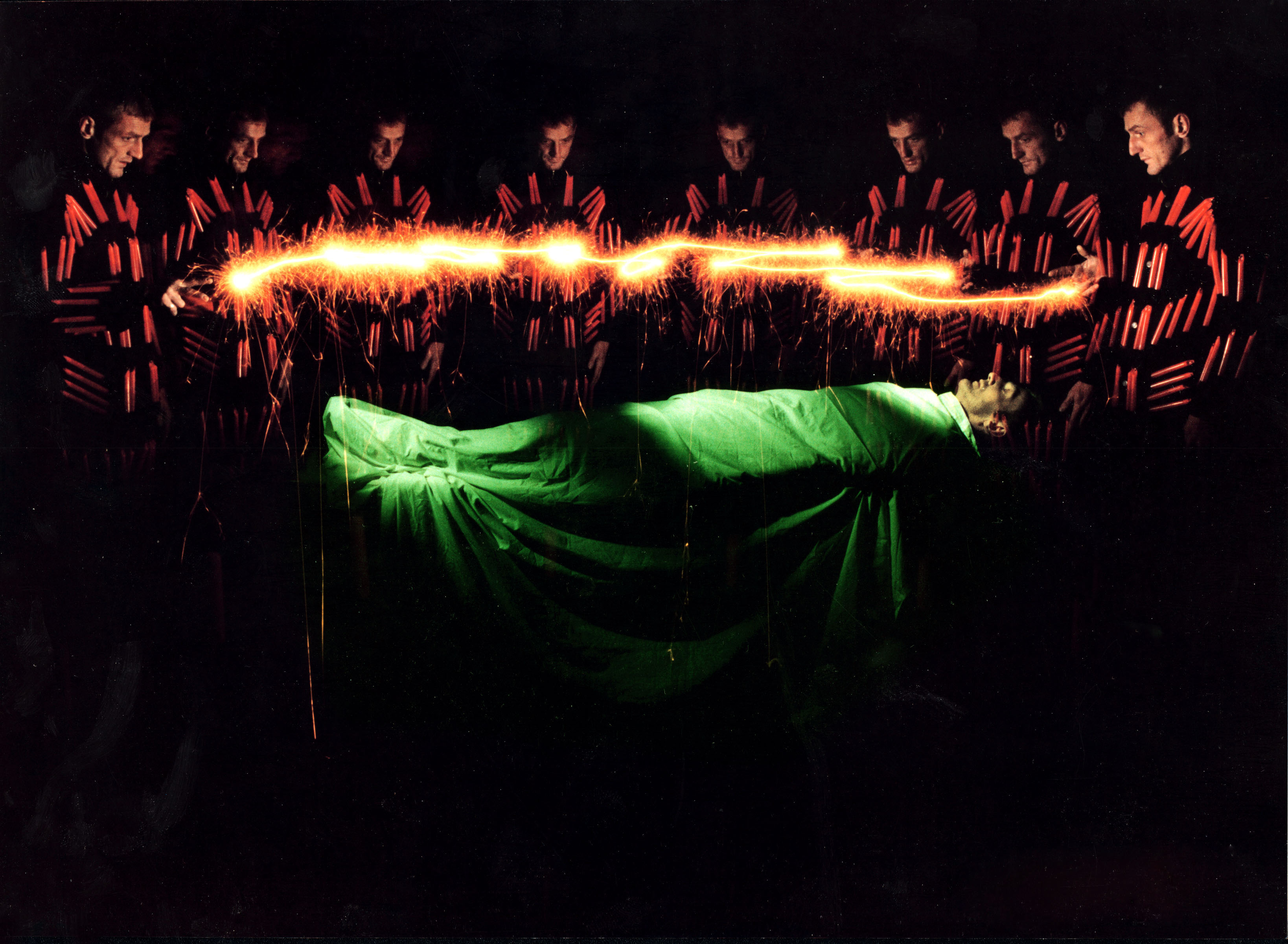
Philipp von Ostau, 2010
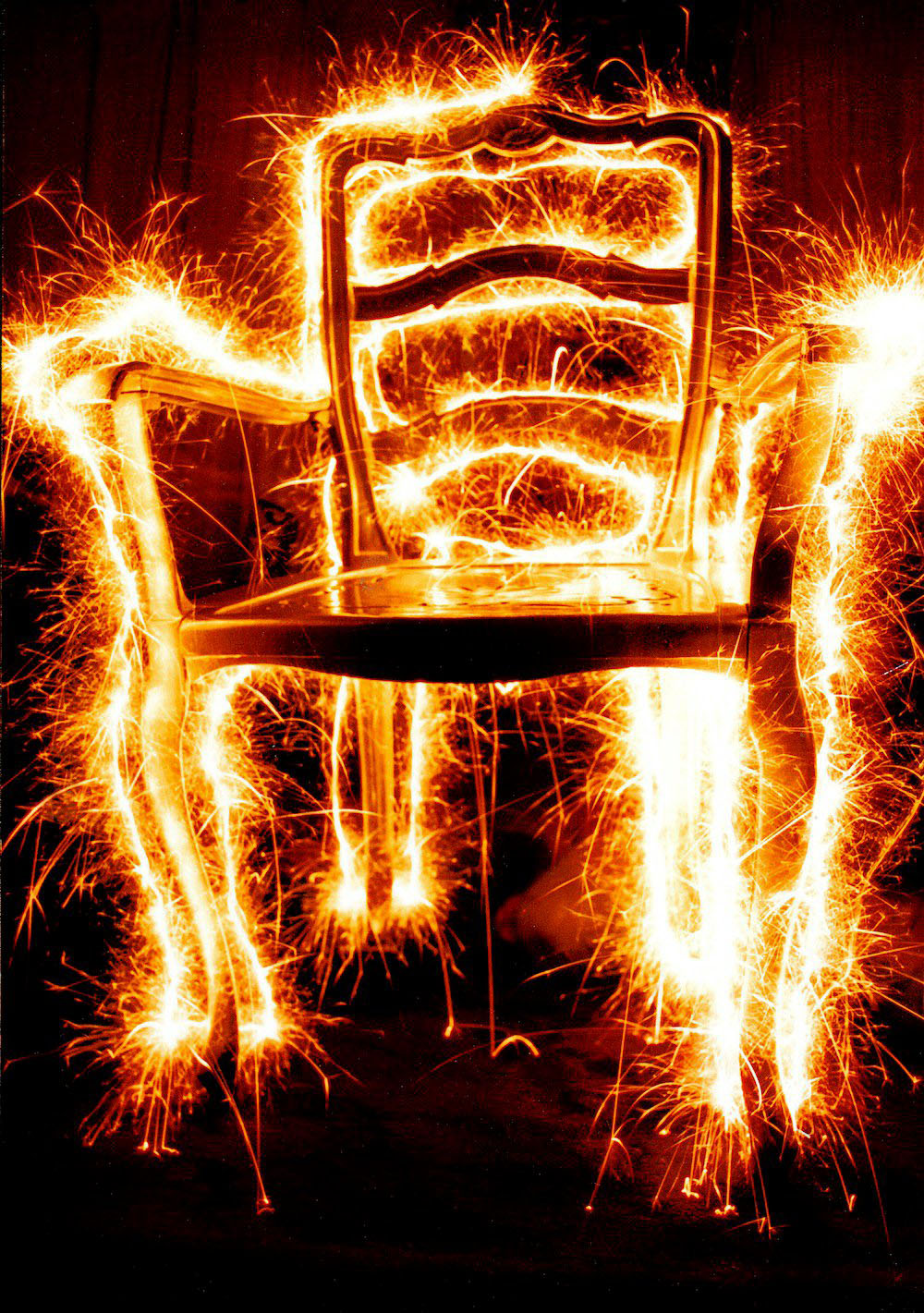
Philipp von Ostau, hořící prskavka vytváří „chlupatou“ čáru, 2010
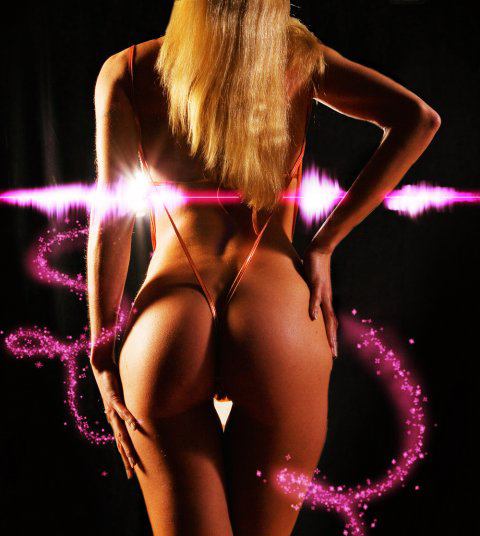
Philipp von Ostau, 2011

### České země
Ve volné i užité tvorbě využívá techniku luminografie Jan Pohribný, který se dlouhodobě zaměřuje na aranžovanou a konceptuální fotografii v přírodě – volném prostoru. Zajímá ho vztah předmětu a prostoru ať už ve formě stopy pohybu (cyklus Pigmenty 1983–85) nebo předmětná podoba vytržená ze souvislosti na prázdné ploše oblohy (Nebe, modrý nebe 1983) či otázku času, okamžiku (Létavci 1985–86). Od roku 1988 vytváří své vize a reflexe na posvátná a kultovní místa prehistorické Evropy (cyklus Nová doba kamenná). Zde spojuje nejen předešlé principy pohybu, výrazných barevných stop či monochromatických řešení, ale využívá mj. významně světelné malby, která "zviditelňuje" energie zvolených přírodních lokalit či posvátných kamenů vztyčených lidskou rukou. Obdobně konfrontuje s prostorem a živly ve svých instalacích také křehké objekty z ručního papíru Jana Činčery (cyklus JanČin), který vzniká paralelně od r. 1993. Od poloviny devadesátých let pracuje na cyklu Osvícené city, ilustrující vzpomínky i vize míst, kde dlouhodobě pobýval nebo která jej významně oslovila. Od roku 1999 se skrze konfrontaci lidského těla a krajiny zaměřuje na “hledání ztraceného ráje” (cyklus Andělé) reflektující autorovo znepokojení nad vytrácejícími se přirozenými vazbami člověka a přírody, nad duchovní vyprázdněností současné západní civilizace. Tvůrčí postupy uplatňuje i v užité tvorbě, například v reklamě nebo v knižní ilustraci.
- Jozef Sedlák 1980
- Kamil Varga 1983
- Jiří Šigut

Jan Vávra (1953 Praha) se zaměřuje na inscenovanou konceptuální fotografii a je představitelem tzv. neopiktorialismu. V letech 1994–6 se věnoval intenzívně fotografování předmětů a zátiší, vznikl cyklus fotografií „Nalezené věci“, kde autor usiloval o nové pojetí prostoru, využíval různé techniky (kresby světelnou tužkou), budoval objekty, které fotografoval a okamžitě po expozici demontoval, experimentoval v noční krajině, používal doplňkových světelných zdrojů, časové expozice apod. Do výsledných fotografií často zasahuje nejrůznějšími technikami; v tomto období byly výsledkem jeho snah fotografie-objekty, v nichž usiloval o nalezení a ztvárnění zcela nového pojetí prostoru a jeho funkce.

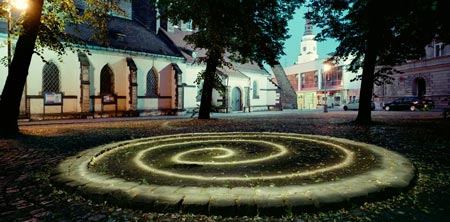
Jan Pohribný: Spirála, 2009
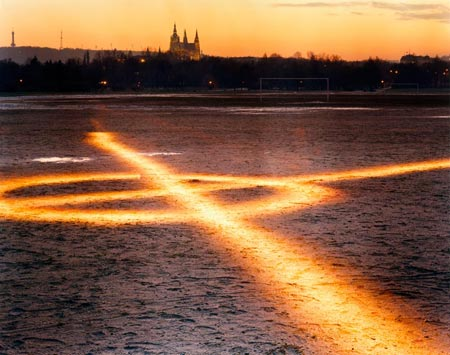
Jan Pohribný: Letná, 1997

## Technika

### Využití režimu bulb
Režim bulb se používá především při fotografování prostorů s velmi slabým osvětlením. Většina digitálních zrcadlovek podporuje uzávěrky od 1/4000s (jakožto nejrychlejší) až po 10s, 30s a režim bulb. Fotoaparát v režimu bulb snímá prostor po dobu stisknuté spouště (i déle než 30 sekund). Pro fotografování s takto dlouhou dobou uzávěrky je nutné použít stativ, kabelovou spoušť nebo časovou spoušť. Pokud bychom drželi spoušť přímo na fotoaparátu, nevyhnuli bychom se rozmazání celkové fotografie i kdybychom použili stativ.

### Malba ohněm
Malba ohněm, anglicky fire painting je fotografická technika využívající oheň jako zdroje světla. Stejným pojmem se označují fotografie, které jsou osvětlené ohněm, jehož zdroj je mimo záběr.

#### Technika
Pohybem zdrojem ohnivého světla, je možné selektivně osvětlit části předmětu nebo pohybem "namalovat" obraz kolem objektu. Malba ohněm vyžaduje pomalou rychlost závěrky, obvykle sekundu nebo více. Při potřebě zachytit jedinečnou texturu a tvar ohně je nutné použít velmi rychlý čas závěrky, obvykle tisícinu sekundy.

#### Vybavení
Mezi hlavní požadované položky patří kevlarová lana nebo popruhy namočené v petrolejové hořlavině typu „Coleman fuel“ nebo parafínu a zapálené. K držení těchto hořlavin mohou být použity různé přípravky od kovových rámů nebo dlouhých hůlek pro zavěšení popruhu.
Obvykle je zapotřebí stativ, neboť se využívá dlouhá expoziční doba. Jako alternativa může být fotoaparát umístěn na pevné podpoře, stolu nebo podobně. Obvykle se používá kabelová spoušť nebo samospoušť, aby při exponování nedošlo k rozechvění fotoaparátu.
Primární potřebné položky:
- Kevlarová šňůra nebo pás
- Coleman fuel nebo parafín
- Hasicí přístroj CO2
- Vlhký ručník nebo hadr, kterým lze plameny rychle uhasit
- Kovová nádoba k namáčení kevlaru
- Kovová tyč s hákem na konci pro držení pásu
- Pomocný asistent
- Stativ
- Kabelová spoušť nebo samospoušť

#### Bezpečnost
Vzhledem k tomu, že se pracuje s ohněm a hořlavou kapalinou v otevřené nádobě, je to práce velice nebezpečná. Je zapotřebí postupovat podle základních bezpečnostních postupů.
- Dodržujte bezpečnou vzdálenost ohně od hořlavých kapalin, nebo nádob s nimi. Hořlavá kapalina odkapává z pásu na zem, kde se také může vznítit.
- Vždy nádobu s hořlavinou zavírejte a udržujte v bezpečné vzdálenosti od ohně a míst, ve kterých se s ohněm pohybujete.
- Udržujte čisté vše, co se může vznítit, například stromy, keře, tráva nebo automobily.
- Mějte nablízku vlhký ručník, kterým můžete plameny rychle uhasit.
- V každém případě mějte nablízku funkční hasicí přístroj na bázi CO2.
- Jakmile je dokončena kompozice s pohybujícím se ohněm, uhaste plameny zabalením do připraveného mokrého ručníku.
- Je třeba používat zdravý selský rozum. V ohrožení je nejen fotograf a asistent, ale také lidé a věci v jejich okolí. Jedná se o práci na vlastní nebezpečí.
- Nikdy tuto práci nedělejte sami, ale s asistentem.

### Stroboskop

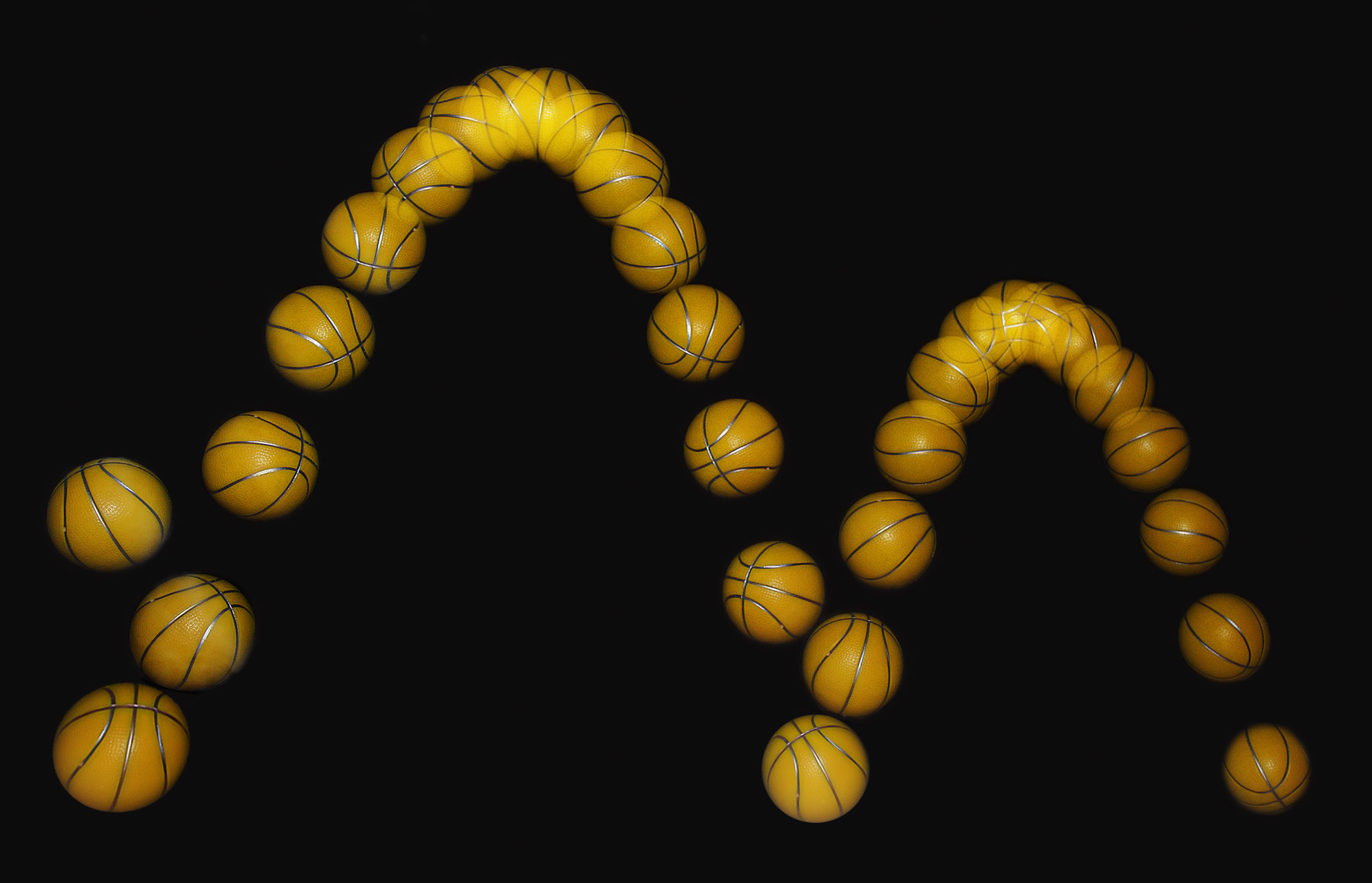
Snímek skákajícího míče pořízený při osvětlení stroboskopem s frekvencí 25 záblesků za sekundu

Pro efektní luminografii lze využít stroboskopických záblesků. Na jednom záběru se pak v důsledku přerušovaného osvětlení objeví pohyblivý předmět několikrát. Z historie jsou známé fotografie Harolda Eugena Edgertona, který touto metodou zachytil hráče golfu při odpalu, tenistu s raketou, gymnastku s kuželkami nebo plavkyni při skoku do vody.

## Příklady

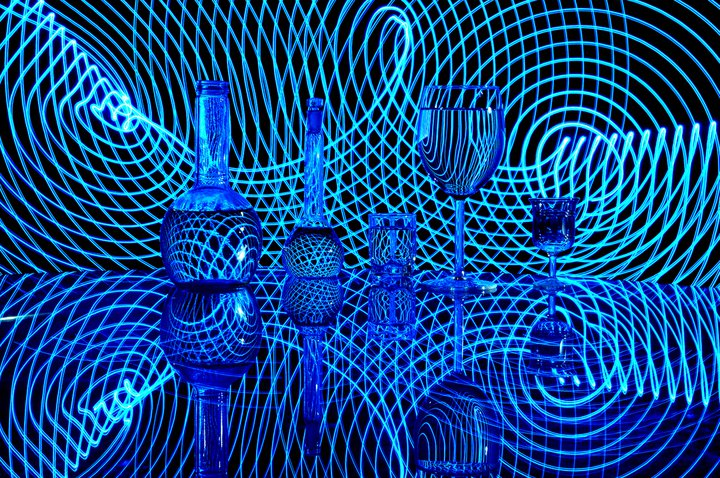
Luminografie zátiší
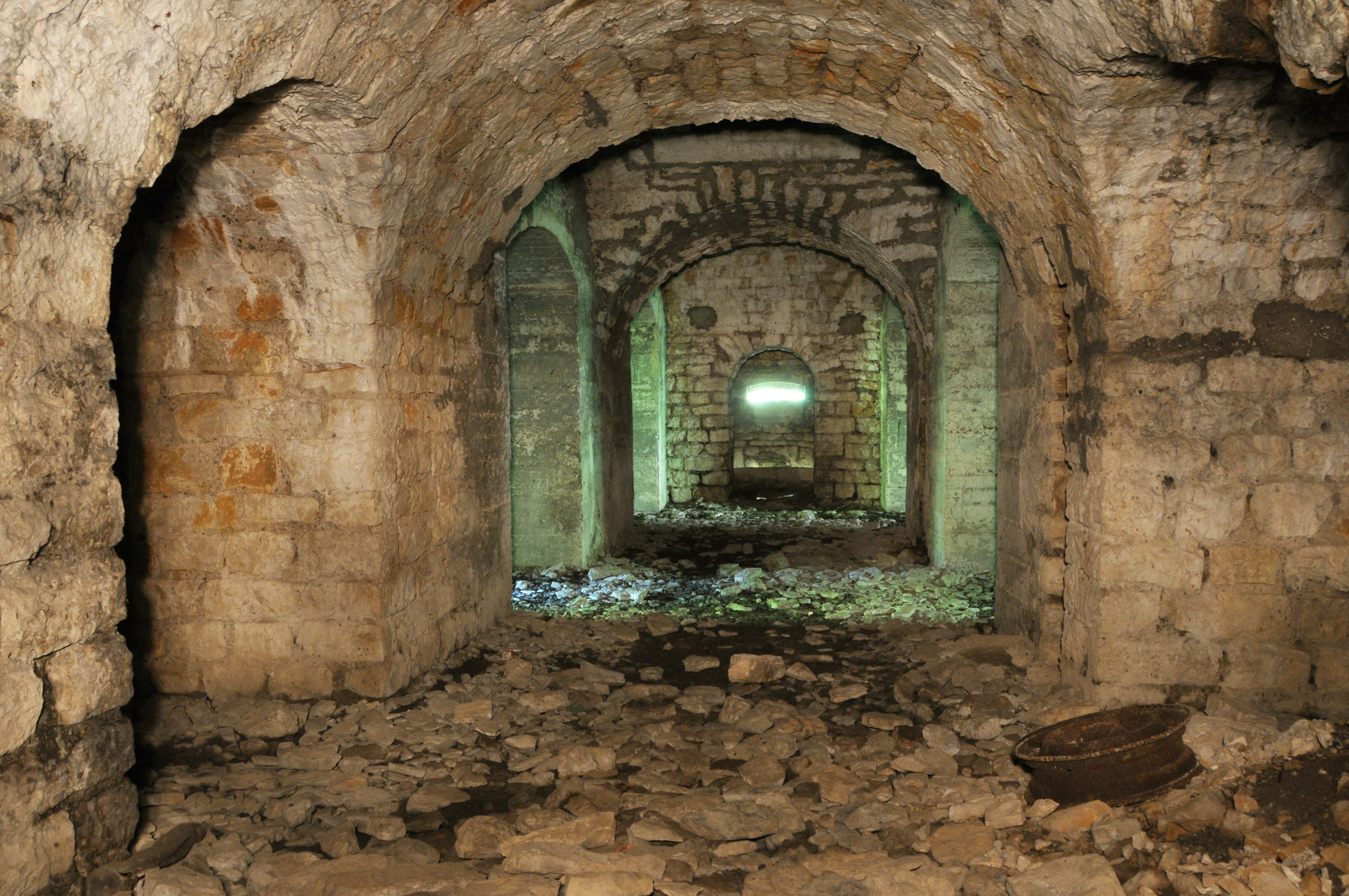
Pevnost Fort du Salbert se světelnými efekty
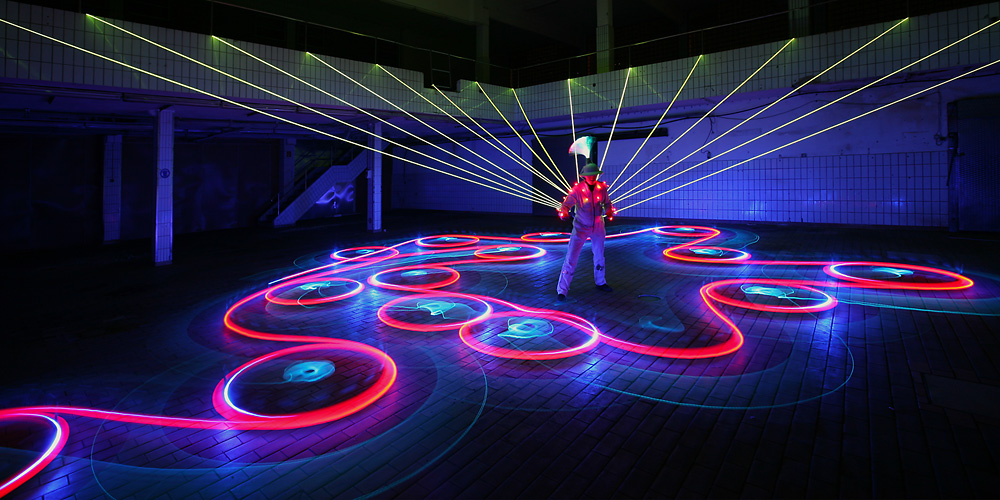
Schwanewede
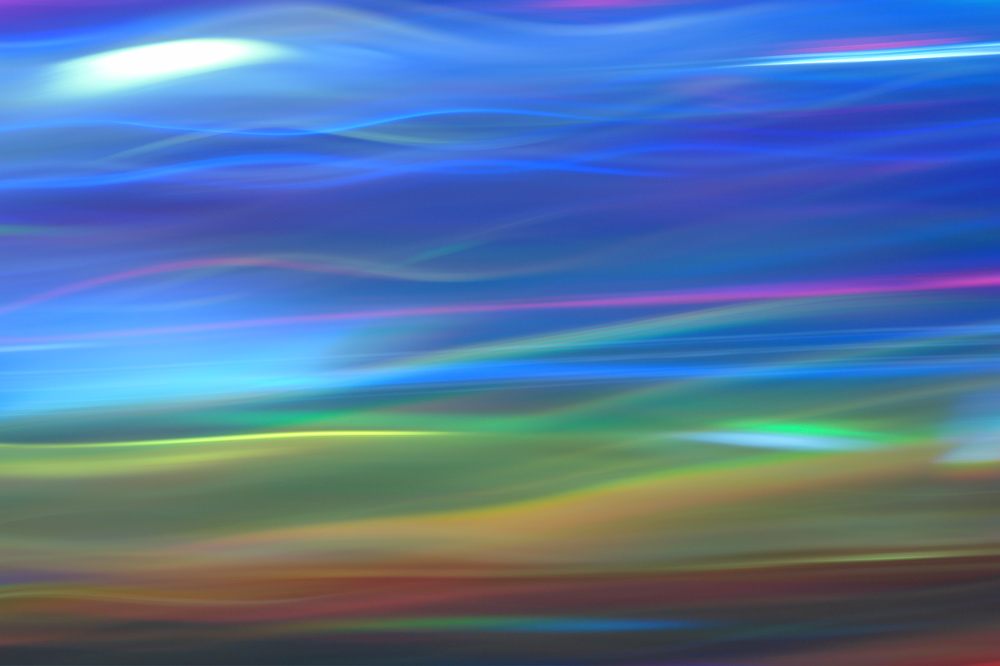
Výtvarná fotografie
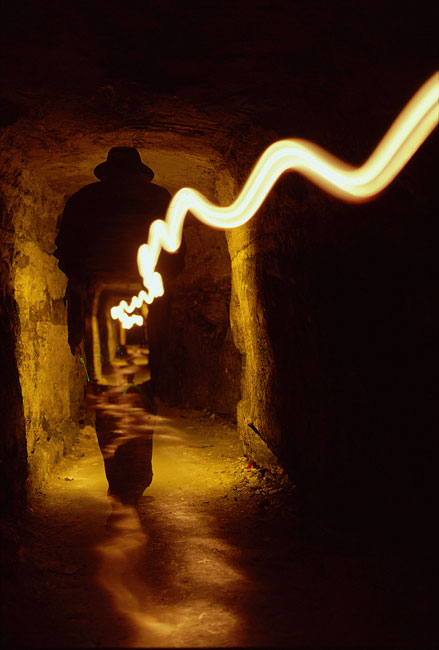
Využití světla v katakombách
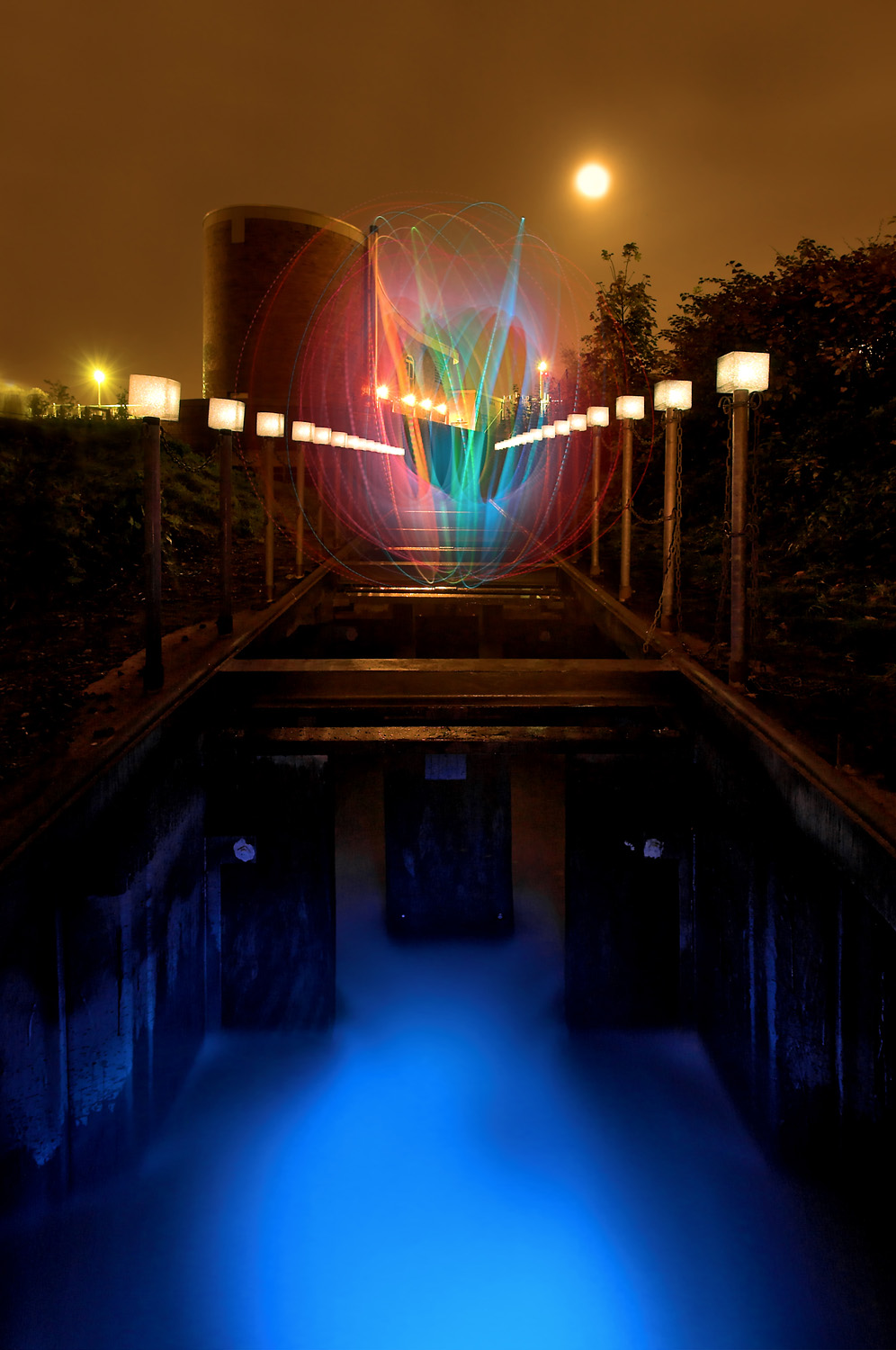
Brémy
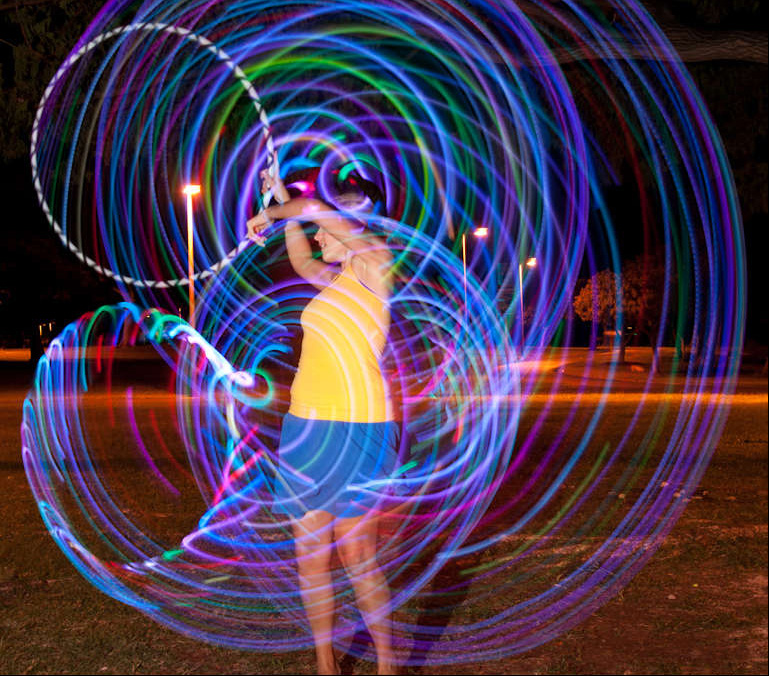